# Doopnaam
De doopnaam is de voornaam die een kind krijgt bij de doop. Deze naam kan afwijken van de naam die bij de burgerlijke stand wordt aangegeven en ook van de roepnaam. Sommigen spreken van 'doopnaam' als ze de naam bij de burgerlijke stand bedoelen.
In sommige streken is/was er een traditie in de naamgeving, er zijn vernoemingsregels. De eerste zoon werd genoemd naar de vader van de vader van het kind, de eerste dochter naar de moeder van de moeder van het kind. De tweede zoon naar de vader van de moeder van het kind, enzovoort.
In traditioneel katholieke milieus was Maria of Jozef bijna altijd een tweede of derde naam (als het al niet de eerste was). Bij kroostrijke gezinnen moest men zijn inspiratie vroeger ook wat verder zoeken. Aanduidingen waren onder meer: de patroonheilige van de parochie, de patroonheilige met het naamfeest op of nabij de geboortedatum, de regerende pausnaam.
In België was het traditie dat een zevende zoon naar de koning werd genoemd, die dan peter werd, een zevende dochter naar de koningin. In Nederland bestond eenzelfde traditie in rooms-katholieke kringen met de namen Louis of Louise, in protestantse kringen met de namen Willem en Wilhelmina.
Tot 1750 was er meestal sprake van één doopnaam, met de tijd nam het aantal doopnamen toe. De voornaam werd uit de doopnaam afgeleid. Daar waar het dopen niet (meer) nodig gevonden wordt, wordt bij de burgerlijke stand meteen de beoogde voornaam aangegeven.